# Teatre Nacional Croata de Split
El Teatre nacional de Croàcia en Split (en croata: Hrvatsko narodno kazalište u Splitu o HNK Split) és un teatre ubicat en Split (Croàcia). Inaugurat en 1893, el teatre és propietat i és gestionat per la ciutat de Split i és un dels teatres més antics que sobreviuen a Dalmàcia. L'edifici del teatre fou construït originalment com al Teatre Municipal de Split en 1893 durant el mandat del llavors alcalde Gajo Bulat. L'edifici fou dissenyat pels arquitectes locals Emilio Vecchietti i Ante Bezić, mentre que la decoració interior fou realitzada per Eugenio Scomparini, Napoleone Cozzi i Josip Varvodić. El teatre, que tenia una capacitat de 1.000 (en el moment de la seua inauguració Split tenia una població de 16.000) fou el major teatre en el sud-est d'Europa en el moment de la seua conclusió.